# Gregory Slay
Gregory Scott Slay (10 de maio de 1969 - 1 de janeiro de 2010) foi um músico norte-americano, baterista e compositor. Slay foi um membro fundador do Remy Zero e manteve-se o baterista da banda até sua dissolução em 2003

## Biografia

### Inicio da Vida
Slay nasceu em Nova Orleans, Louisiana, em 10 de maio de 1969. No entanto, ele foi criado em Mobile, Alabama.  Slay foi diagnosticado com fibrose cística durante a infância.
cursou o ensino médio em Davidson High School e McGill-Toolen Catholic High School. Foi lá onde conheceu Jeffrey Cain , um outro futuro membro Remy Zero.

### Xcel
Enquanto estava na escola em 1984, Slay formou uma banda chamada de Xcel, eles tocavam hard rock, com os amigos de Mobile. A banda praticava no estúdio de seu pai e tocava covers de bandas de hard rock.

### Loppybogymi
Em 1988, Slay co-fundou um trio chamado , Loppybogymi, com o baixista, James Orr, eo guitarrista, Tim Ramenofsky. O som da banda era uma fusão de jazz funk inspirado e metal. Initially based in Mobile, Alabama, the band performed live in venues along the Gulf Coast and throughout the southeastern United States, settling for awhile in Nashville, Tennessee.

### Remy Zero
Remy Zero co-fundada por Slay em Birmingham, Alabama com o amigo de escola, Jeffrey Cain, que também era de Mobile, e Cedric Lemoyne, Cinjun Tate e Shelby Tate, que eram todos nativos de Birmingham. A banda deixou Birmingham em 1990 , mudou-se para várias cidades antes de se estabelecer-se em Los Angeles.Slay foi para Birmingham com sua banda em 1996, onde gravaram eles auto-intitulado álbum de estréia, Remy Zero.
Remy Zero tornou-se mais conhecido com o sucesso de "Save Me", a música tema de Smallville.No entanto,Remy Zero se separou em 2003, depois de três álbuns

### Final da Carreira
Após a separação de Remy Zero, Slay voltou sua atenção para outros projetos. Ele formou outra banda chamada Sleepwell. Ele também colaborou em outros projetos com o cantor e compositor Eliot Morris.
Em 2003, juntou-se com o ex-companheiros de banda Remy Zero, Jeffrey Cain e Cedric Lemoyne, para gravar "A Perfect Lie", a música tema do drama de televisão, Nip / Tuck, sob o nome Engine Room. " A Perfect Lie ", recebeu uma indicação ao Emmy de Melhor título principal tema da música em 2004.
Em 2004, ele se juntou a uma banda projeto chamado Isidore formada por Jeffrey Cain (Remy Zero) e Steve Kilbey. Ele tocou bateria no álbum de estréia de 2004 "Isidore".
Slay morreu em 1 º de janeiro de 2010, de fibrose cística em Bodega Bay, na Califórnia, com 40 anos de idade. Ele foi socorrido por seus pais, sua esposa, Tiana Krahn-Slay, e sua filha, mas não resistiu.
Um memorial público foi realizado para Slay em maio de 2010

## Discografia

### Loppybogymi
- Tup (1993)

### Remy Zero
- Villa Elaine (1998)
- The Golden Hum (2001)

### Sleepwell
- Sleepwell (2003)
- Kitchen Street (2007)
- Spiders/Rain (2007)

### Isidore
- Isidore (2004)

### As Horsethief Beats
- The Sound Will Find You (Posthumously released in 2010 under the name Gregory Scott Slay)